# Nuntaly
Nuntaly (Nuntaneuck), jedno od ranih plemena Siouan Indijanaca koje je pripadalo konfederaiji Monacan iz Virginije. Otkrio je je John Lederer 1672., koji za njih kaže da su govorili istim jezikom kao i plemena ″Mahoe, Nahyssan, Sapon, Managog, Mangoack, Akenatzy i Monakin″, što bi dokazivalo da su pripadali jezičnoj porodici Siouan. Njihova kasnija sudbina vjerojatno je identična ostalim susjednim plemenima. Značenje imena plemena nije poznato.